# Pyryliové soli
Pyrylium je kation se vzorcem C5H5O+, skládající se z šestičlenného cyklu tvořeného pěti atomy uhlíku, kde je na každý navázán jeden vodík, a jeden kladně nabitý trojvazný atom kyslíku. Vazby v uzavřeném řetězci vytvářejí konjugovaný systém, podobný jako u benzenu, čímž se ion stává aromatickým. Pyrilium patří mezi oniové ionty.

## Soli
Pyrylium a jeho deriváty tvoří stabilní soli s mnoha různými anionty.
Chloristan pyrylia je rozpustný v acetonitrilu.
Chloristan trimethylpyrylia má teplotu tání 246-247 °C.
Tetrafluorboritan 2,4,6-trifenylpyrylia je žlutá pevná látka tající při 214 až 215 °C.
Stejné zbarvení vykazuje též chlorid 2-methyl-4,6-difenylpyryla, jenž má teplotu tání 125 až 126 °C.

## Deriváty
Mnoho významných kationtů je odvozeno od pyrylia nahrazením jednoho či více vodíkových atomů organickými funkčními skupinami. 2,4,6-trifenylpyrilium, nazývané také jako Katritzkého sůl, je součástí katalyzátorů řady překřížených párovacích reakcí.

## Chemické vlastnosti
Podobně jako jiné oniové ionty je pyrylium v neutrálních vodných roztocích nestálé. Vyznačuje se ovšem výrazně nižší reaktivitou než běžné oxoniové ionty, což způsobuje aromatická stabilizace. 2,4,6-trifenylpyrylium často reaguje s alifatickými aminy za vzniku pyridiniových solí, čímž aminy aktivuje vůči oxidačním adičním reakcím s komplexy kovů, jako je nikl.
Pyryliové kationty rovněž vstupují do reakcí s  nukleofily v pozicích 2, 4, a 6, čímž spouštějí řadu dalších reakcí. Vysoká elektronegativita kyslíku způsobuje silné narušení cyklického řetězce.

## Příprava
Pyryliové soli lze snadno připravit kondenzačními reakcemi.
Soli obsahující aromatické substituenty, například tetrafluorboritan 2,4,6-trifenylpyrylia, je možné získat reakcemi dvou ekvivalentů acetofenonu s jedním ekvivalentem benzaldehydu za přítomnosti kyseliny tetrafluorborité a oxidačního činidla (tento postup se nazývá Diltheyova syntéza). Pyryliové soli s alkylovými skupinami, například ty odvozené od 2,4,6-trimethylpyrylia, se nejsnadněji připravují Balabanovou-Nenitzescuovou-Praillovou syntézou z terc-butanolu a acetanhydridu za přítomnosti kyseliny tetrafluorborité, chloristé nebo trifluormethansulfonové. 2,4,6-trifenylpyryliové soli mohou být zásadami přeměněny na stabilní 1,5-endiony, ovšem obdobné produkty reakcí 2,4,6-trimethylpyryliových solí v horkých roztocích alkalických hydroxidů jsou nestabilní a dále se přeměňují vnitromolekulárními kondenzacemi na 3,5-dimethylfenoly. V teplé těžké vodě probíhá u 2,4,6-trimethylpyryliových solí izotopová výměna 4-methylových vodíků rychleji než na pozicích 2- a 6-, což dovoluje regioselektivně připravovat deuterované sloučeniny.
Reakce pyryliových solí s nukleofily z nich činí vhodné prekurzory dalších látek, které jsou více aromatické. Reakcemi s amoniakem vznikají pyridiny, s primárními aminy pyridiniové soli, s hydroxylaminem pyridin-N-oxidy, s fosfiny fosforiny.
Se sulfanem tvoří thiopyryliové soli a za přítomnosti acetonitrilu či nitromethanu dávají pyriliové soli deriváty benzenu.

## Pyrony
Pyriliový kation s navázaným hydroxylovým aniontem v pozici 2 není zwitteriontovou organickou sloučeninou (1), nýbrž neutrálním nenasyceným laktonem nebo 2-pyronem (pyran-2-onem) (2). Významnými zástupci této skupiny sloučenin jsou lumariny.
Obdobně jsou 4-hydroxylpyryliové sloučeniny 4-pyrony (pyran-4-ony) (4); sem patří například maltol.

### Chemické vlastnosti
2-pyrony reagují s alkyny v Dielsových–Alderových reakcích za tvorby arenů a odštěpení oxidu uhličitého:

## Polycyklické pyryliové ionty

### Chromenyliové ionty
Jeden bicyklický pyryliový ion se nazývá benzopyrylium (systematicky chromenylium), vzorec má C9H7O+. Lze ji považovat za nabitý derivát 2H-1-benzopyranu (2H-chromenu, C9H8O), nebo za nabitý substituovaný heterocyklický derivát naftalenu C10H8).

### Flavyliové ionty
V biologii se 2-fenylbenzopyryliový ion často nazývá flavylium. Ke sloučeninám odvozeným od tohoto iontu patří antokyanidiny a antokyaniny, barviva vytvářející barvy mnoha květů.

### Naftoxanthenový kation
Existují i vyšší polycyklické deriváty pyrylia, například naftoxantheniový kation. Jedná se o barvivo, které je velmi stabilní a jeho molekuly jsou aromatické. Absorbuje v oblasti ultrafialového záření a modrého světla a má neobvyklé fotofyzikální vlastnosti. Může být připraven chemickými nebo fotochemickými reakcemi.

Benzopyryliumchlorid (chromenyliumchlorid), sůl chromenylia s chloridovým aniontem
Flavyliový kation
Naftoxanteniový kation